# The Spoils Before Dying
The Spoils Before Dying est une mini-série américaine créée par Matt Piedmont et Andrew Steele, diffusée du 8 juillet 2015 au 10 juillet 2015 sur la chaîne IFC. La série est une préquelle à The Spoils of Babylon diffusée sur la même chaine en 2014, elle se déroule cette fois-ci dans les années 1950 et suit un pianiste de jazz devenu détective privé enquêtant sur un meurtre.

## Synopsis
Rock Banyon a trois jours pour prouver à la police qu'il est innocent concernant le meurtre de Fresno Foxglove, une chanteuse de Jazz.

## Distribution
- Will Ferrell : Eric Jonrosh, l'auteur de The Spoils Before Dying[1]
- Michael K. Williams : Rock Banyon, un pianiste de jazz devenu détective privé[3]
- Kristen Wiig : Delores O’Dell[4]
- Haley Joel Osment[4]
- Val Kilmer[4]
- Michael Sheen[4]
- Steve Tom[4]
- Marc Evan Jackson[4]
- Maya Rudolph as Fresno Foxglove[4]
- Kate McKinnon[4]
- Tim Meadows[4]
- Chris Parnell[4]
- Emily Ratajkowski[4]
- Bérénice Marlohe[4]
- Andy Daly[4]
- Jack Kilmer

## Développement
À la suite du succès relatif de The Spoils of Babylon, la chaine IFC commande une autre série Spoils à Matt Piedmont et Andrew Steele, intitulée The Spoils Before Dying, toujours avec Will Ferrell.